# Vasili Kosiakov
Vasili Antónovich Kosiakov (en ruso: Василий Антонович Косяков) (1862-1921), fue un destacado arquitecto  (ingeniero civil) de la Rusia imperial, artista, profesor y director del Instituto de Ingenieros Civiles (1905-1921), y constructor de catedrales en San Petersburgo, Kronstadt, Peterhof, Libava, Astracán y Batumi. Fue un destacado seguidor del estilo de la arquitectura neo-rusa y de la arquitectura neobizantina.

## Carrera
Terminó su formación en la Escuela de Ingeniería Civil de San Petersburgo en 1885, en la clase de Nikolái Sultánov. Enseñó luego allí desde 1888 y se convirtió en su director desde 1905 hasta su muerte.
Sus estilos favoritos, como los de su maestro Sultánov, fueron el estilo neobizantino y el neo-ruso. Amplió el esquema de iglesia con un modelo de una única cúpula y cuatro ábsides en la línea de David Grimm et de Román Kuzmín  que estaban en boga desde la década de 1850. Su primer proyecto personal fue la iglesia del puerto de las Galeras de San Petersburgo, comenzado en 1889. Sus hermanos Gueorgui y Vladímir también fueron ingenieros civiles y arquitectos.
Está enterrado en el cementerio Novodévichi de San Petersburgo.

## Algunos trabajos

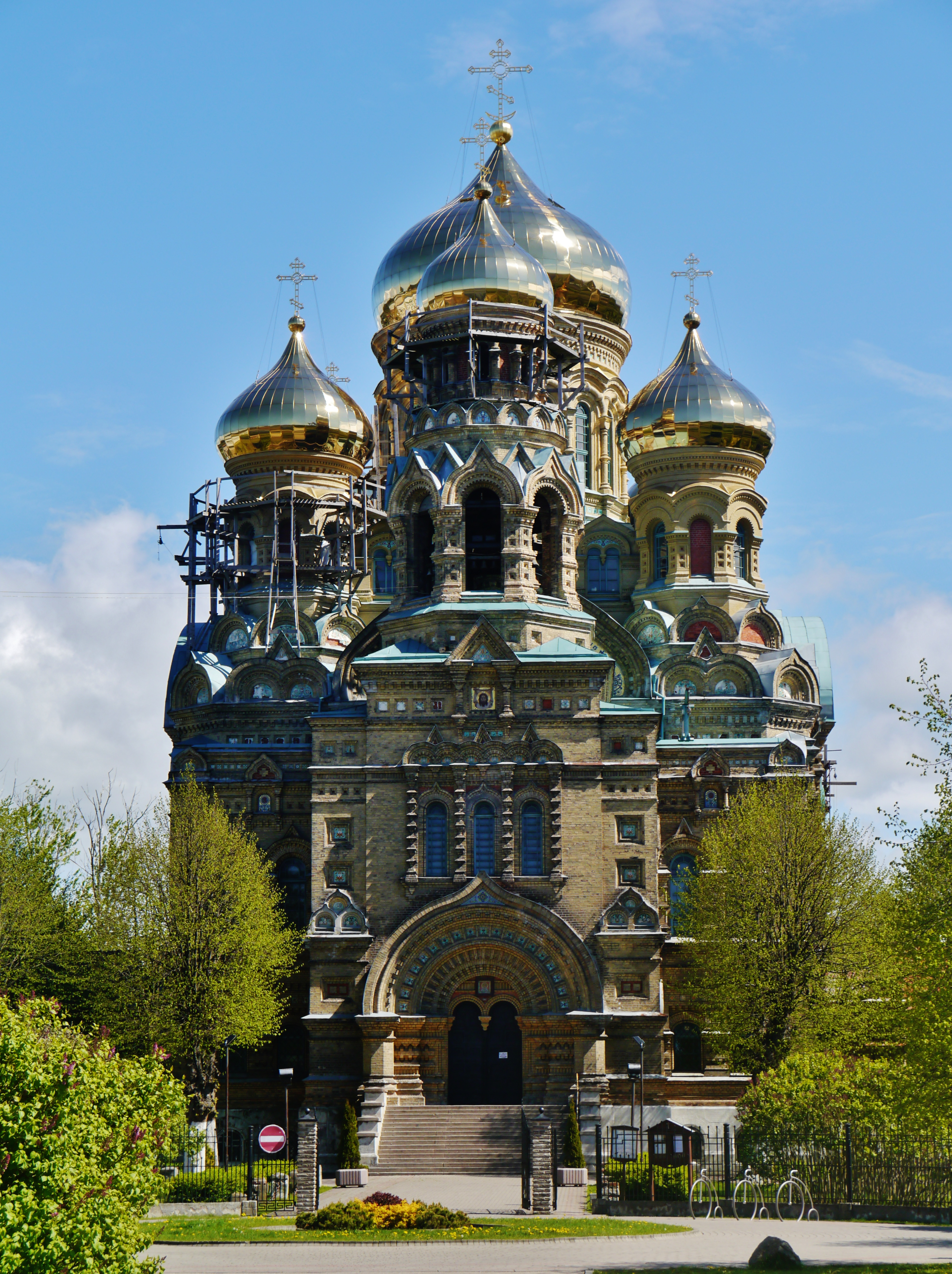
Fachada de la Colegiata Naval de San Nicolás del puerto de Alejandro III de Libau (hoy Karosta)

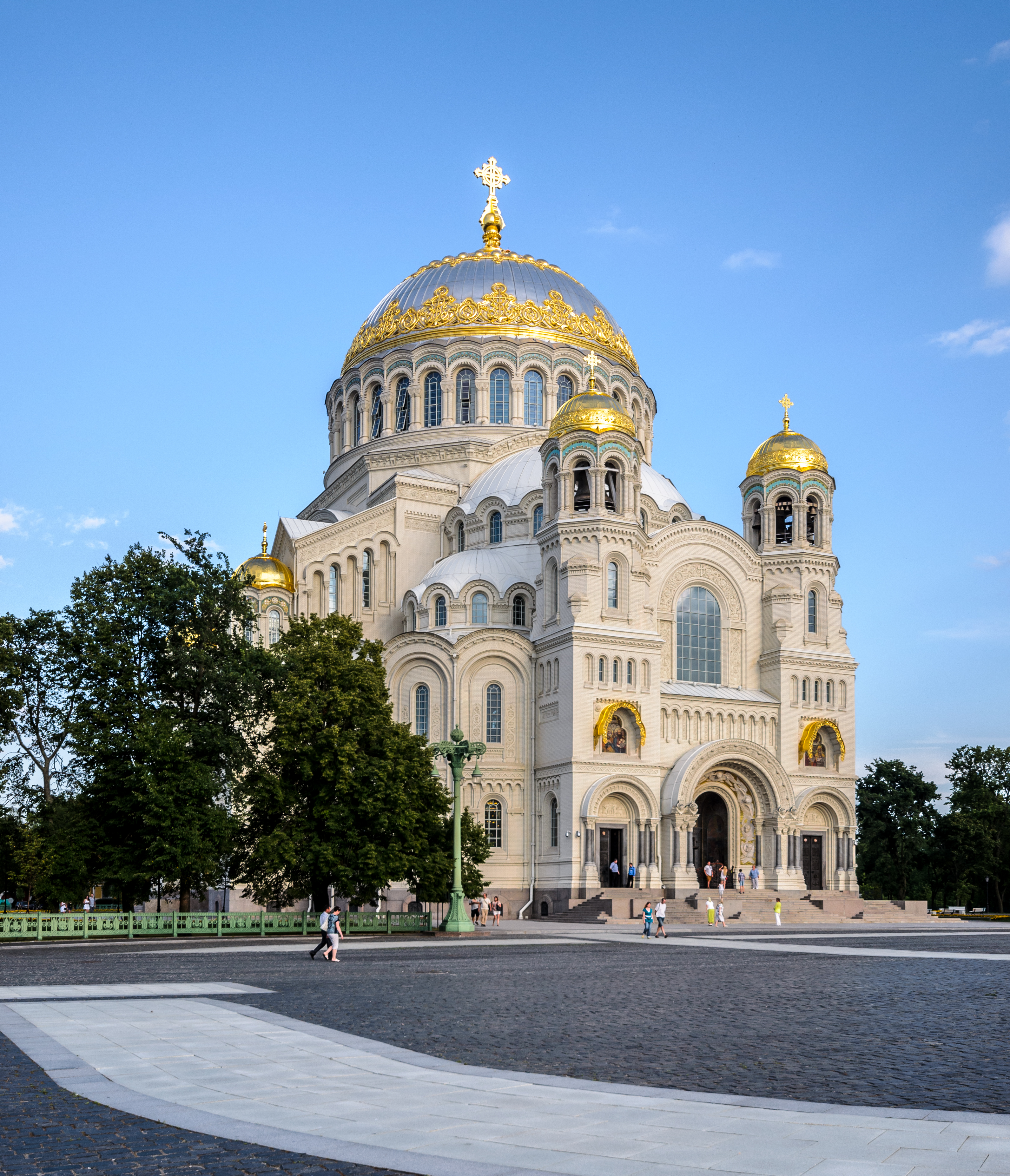
Catedral Naval de San Nicolás en Kronstadt (1902-1914)

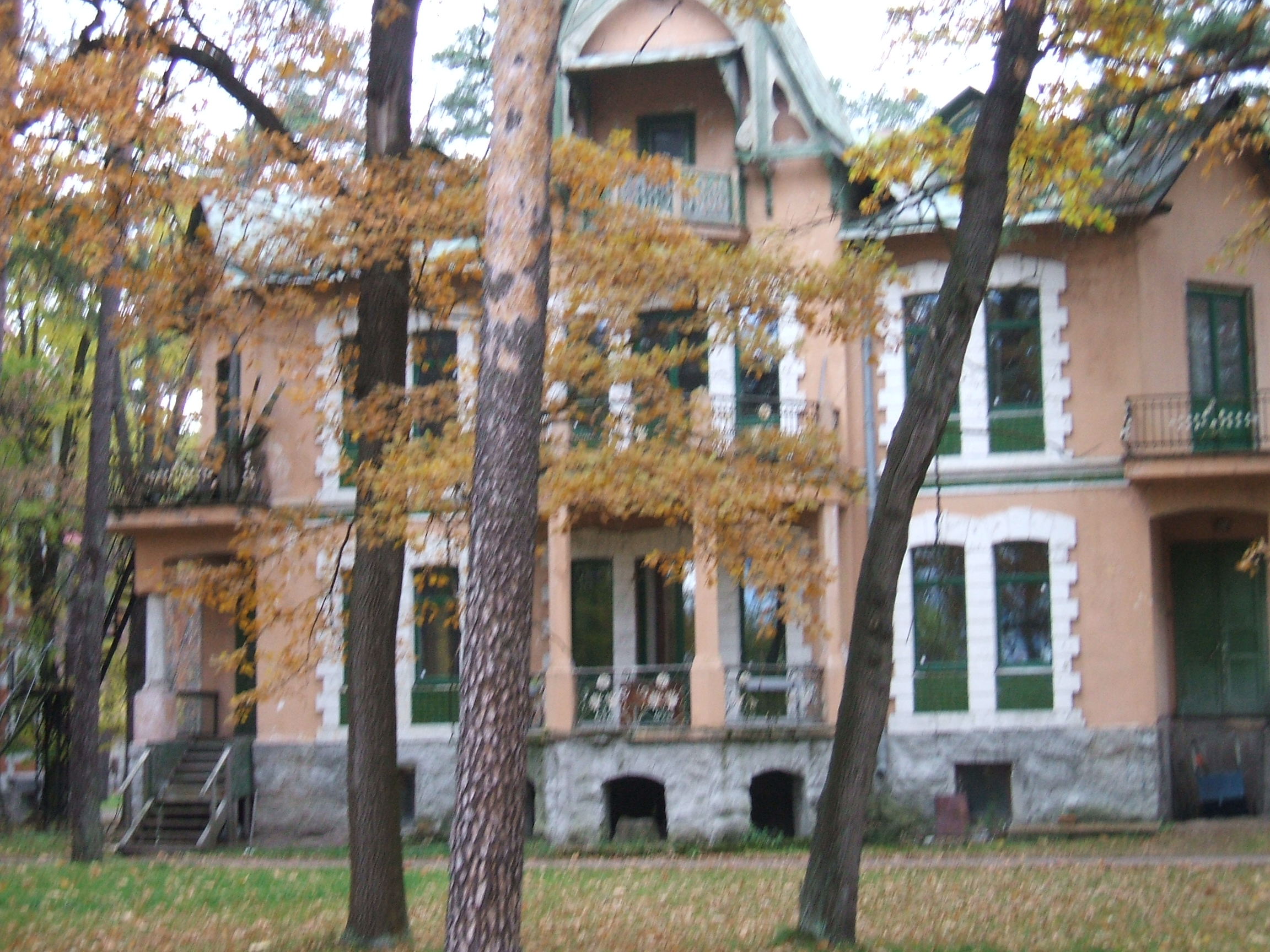
Dacha de Kosiakov en Sestroretsk (San Petersburgo)

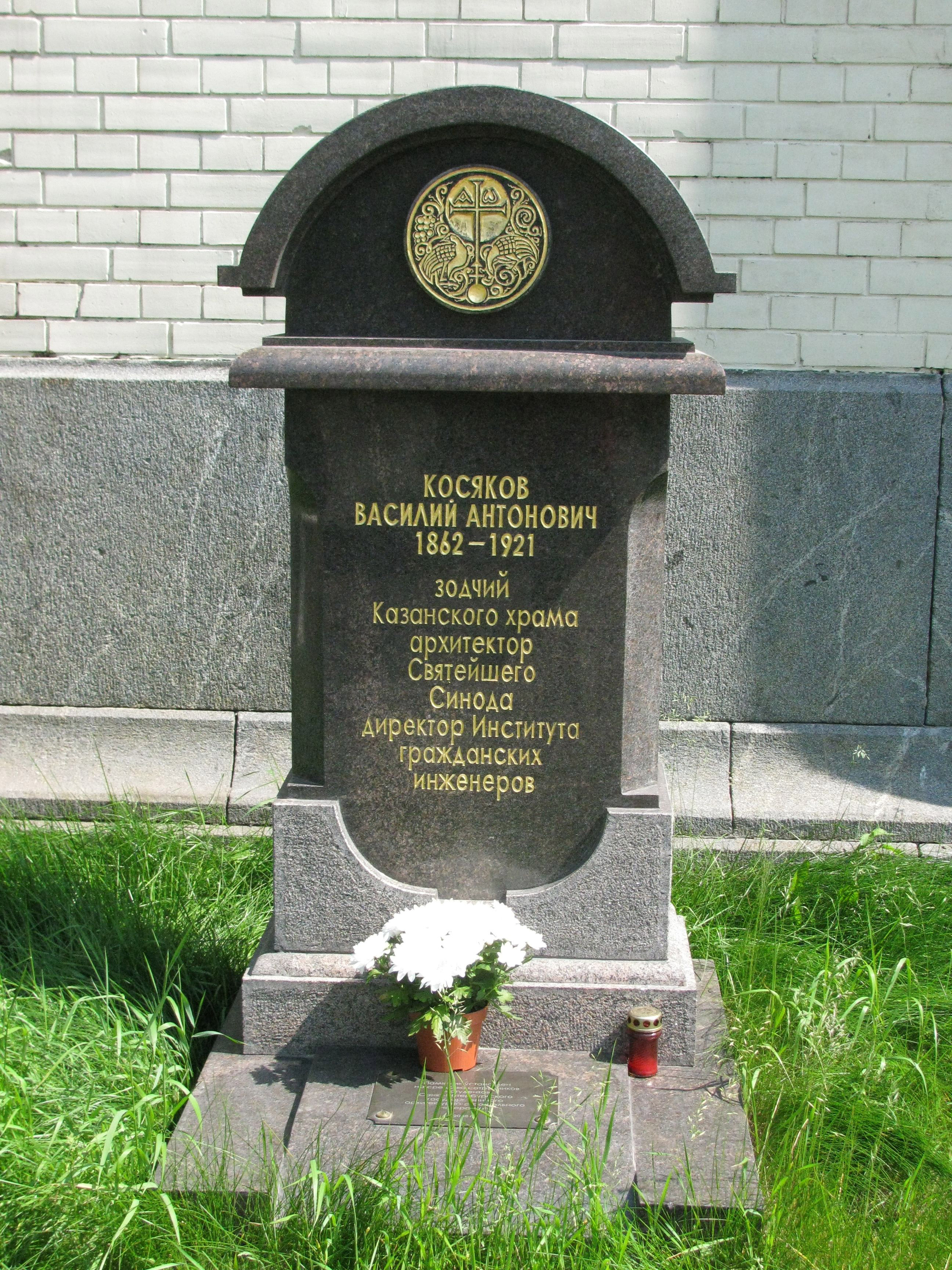
Tumba de Kosiakov en el cementerio Novodévichi de San Petersburgo

- 1888-1895: Catedral de San Pedro y San Pablo de Peterhof, en tanto que asistente de N. V. Sultánov;
- 1889-1898: Iglesia de Nuestra Señora de la Misericordiosa Madre de Dios, en el puerto de las Galeras de San Petersburgo (junto con D.K. Prussak);
- 1891-1892: Capilla en memoria del evento el 17 de octubre. San Petersburgo  (No conservada; en la ciudad de Feodosia de Crimea hay una copia exacta de la misma, llamada la capilla Shkarinyh).
- 1891-1899: Iglesia de la Epifanía en la isla Gutúevski de San Petersburgo;
- 1894-1895: Reacondicionamiento del Premier gymnasium classique de San Petersburgo;
- 1895-1900: Iglesia de la Asunción en el Complejo del Desierto de Óptina (barrio del embarcadero Schmidt, de San Petersburgo);
- 1895-1902: Catedral de San Vladimir de Astracán (concurso de 1888);
- 1895-1900: metochion de Lavra Kiev-Pechersk, San Petersburgo, el terraplén del teniente Schmidt, 27/15 línea del VO, núm. 2 (con la participación de BK Pravdzik);
- 1897: Inmueble de alquiler en el 18 de la calle del 7.º de la Armada Roja
- 1898-1899 - reconstrucción del edificio de la Anunciación del Compuesto sinodal de San Petersburgo;
- 1899: Edificio principal de la fábrica de papel de Výborg de la sociedad anónima "Voronin, Lutesh y Cheshire", embarcadero de Výborgskaya, San Petersburgo;
- 1899-1903: Iglesia de la Santa Trinidad en Gorá-Valdái (oblast de Leningrado),
- 1900-1903: Colegiata Naval de San Nicolás del puerto de Alejandro III de Libau (Libava en ruso, hoy Liepaja),
- 1901: reconstrucción y superestructura del edificio de la primera escuela real, San Petersburgo;
- 1901: casa de la iglesia de Simeon, San Petersburgo, calle Mojovaya;
- 1901-1905: Iglesia de San Juan el Teólogo, Ivánovo, distrito de Kingisepp;
- 1901-1906: Iglesia de San Nicolás de las fábricas Putílov de San Petersburgo (transformada en la era soviética);
- 1902-1914: Catedral Naval de San Nicolás en Kronstadt;
- 1902: edificio de apartamentos Vasili Antónovich Kosiakov, San Petersburgo;
- 1903: Capilla del Salvador-en-las-Aguas (Kronstadt);
- 1903-1905: arcos de Santa Cruz (Spaso-Trunilovskoy) de la Iglesia, San Petersburgo (junto con la IA Akkerman; no conservados).
- 1904-1906: Casa de renta de PT Badáev (construcción iniciada por S. Kornílov) (proyecto conjunto con el GA Kosyakova implicado NL Podbereskogo);
- 1904-1910: Iglesia de Nuestra Señora de Kazán del monasterio de Saint-Valaam de San Petersburgo; * 1905: Iglesia de San Nicolás del hospital naval de Cronstadt;
- 1905: Iglesia de San Nicolás el Trabajador de Maravillas en el Hospital Marítimo de Kronstadt;
- 1905-1908: Reestructuración de la iglesia de la casa, y el interior de la casa de caridad de AI Timenkov y VA Frolov. San Petersburgo (proyecto conjunto con GA Kosyakov).
- 1905-1908: Reestructuración de la Casa de la Caridad de Mykoláiv para los ciudadanos envejecidos y desparejados (proyecto conjunto con GA Kosyakov);
- 1906-1908: Iglesia de San Nicolás el Trabajador de las Maravillas, en Sablino, distrito de Tosno, óblast de Leningrado;
- 1907: Iglesia de San Alejandro Nevski de Krásnoie Seló;
- 1908-1912: Iglesia de Nuestra Señora de Kazán del monasterio de la Resurrección de Novodévichi de San Petersburgo;
- 1909: Dacha Kosiakov en Sestroretsk, cerca de San Petersburgo.
- 1909-1912: Colegiata del Salvador de la Imagen Sagrada de la villa de Kukobói, cerca de Samara, óblast de Yaroslavl;
- 1912-1914: Asamblea Noble (plaza Manézhnaya), en el ángulo de la calle Italiana y de la calle Málaya Sadóvaya, San Petersburgo (junto con Vl. A. Kosyakov y GA Kosyakov).
- 1914: escalera al edificio del Teatro Mariinski, Theatre Square, 1.
- 1900-1918: Catedral de la Virgen de Kazán del Monasterio Danílovski Kazanski de mujeres, aldea de Gorushka, distrito de Danílovski, óblast de Yaroslavl

## Galería de imágenes

Obras en San Petersburgo
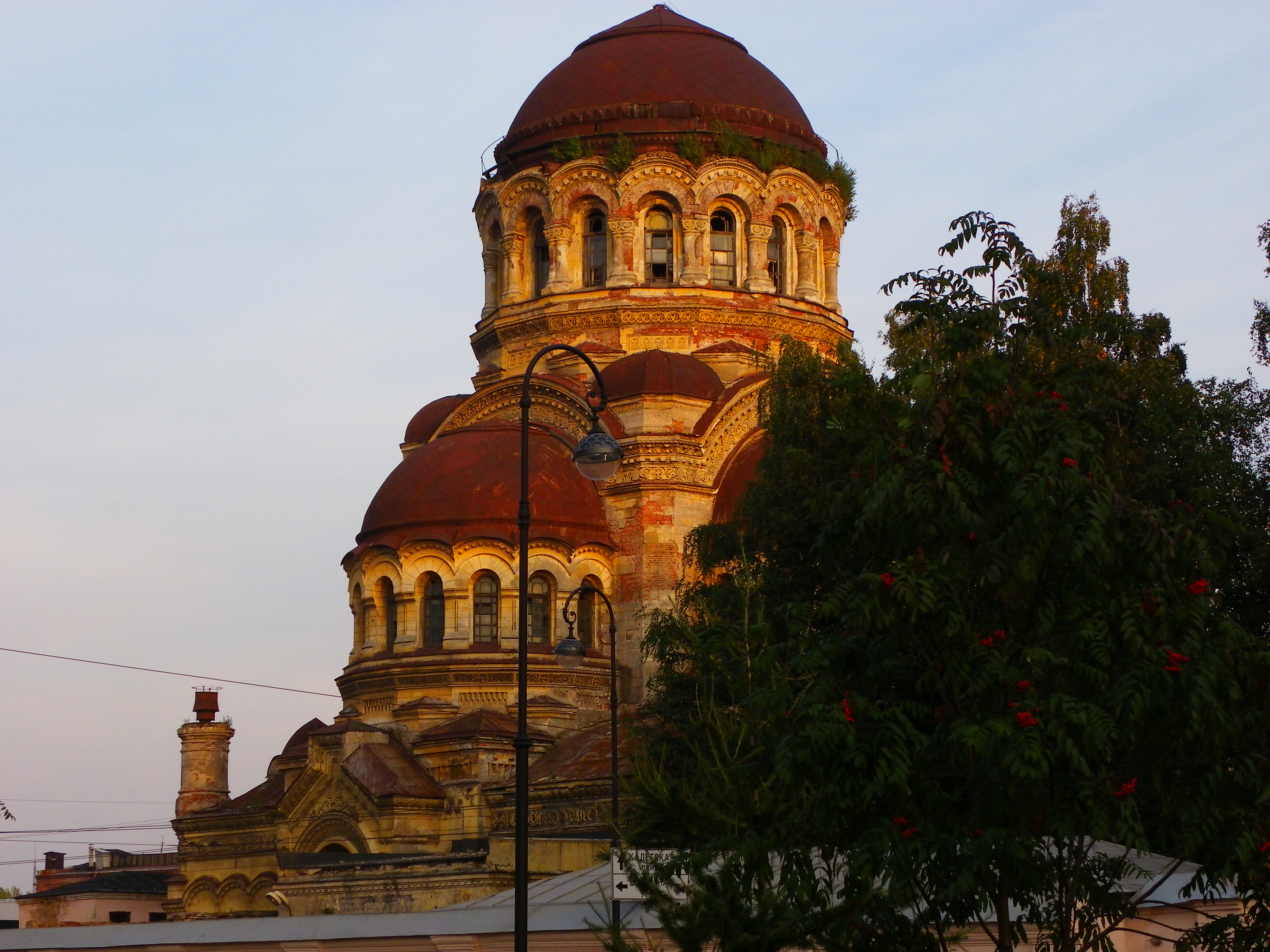
Iglesia de Nuestra Señora de la Misericordiosa, en el puerto de las Galeras de San Petersburgo (1889-1898);
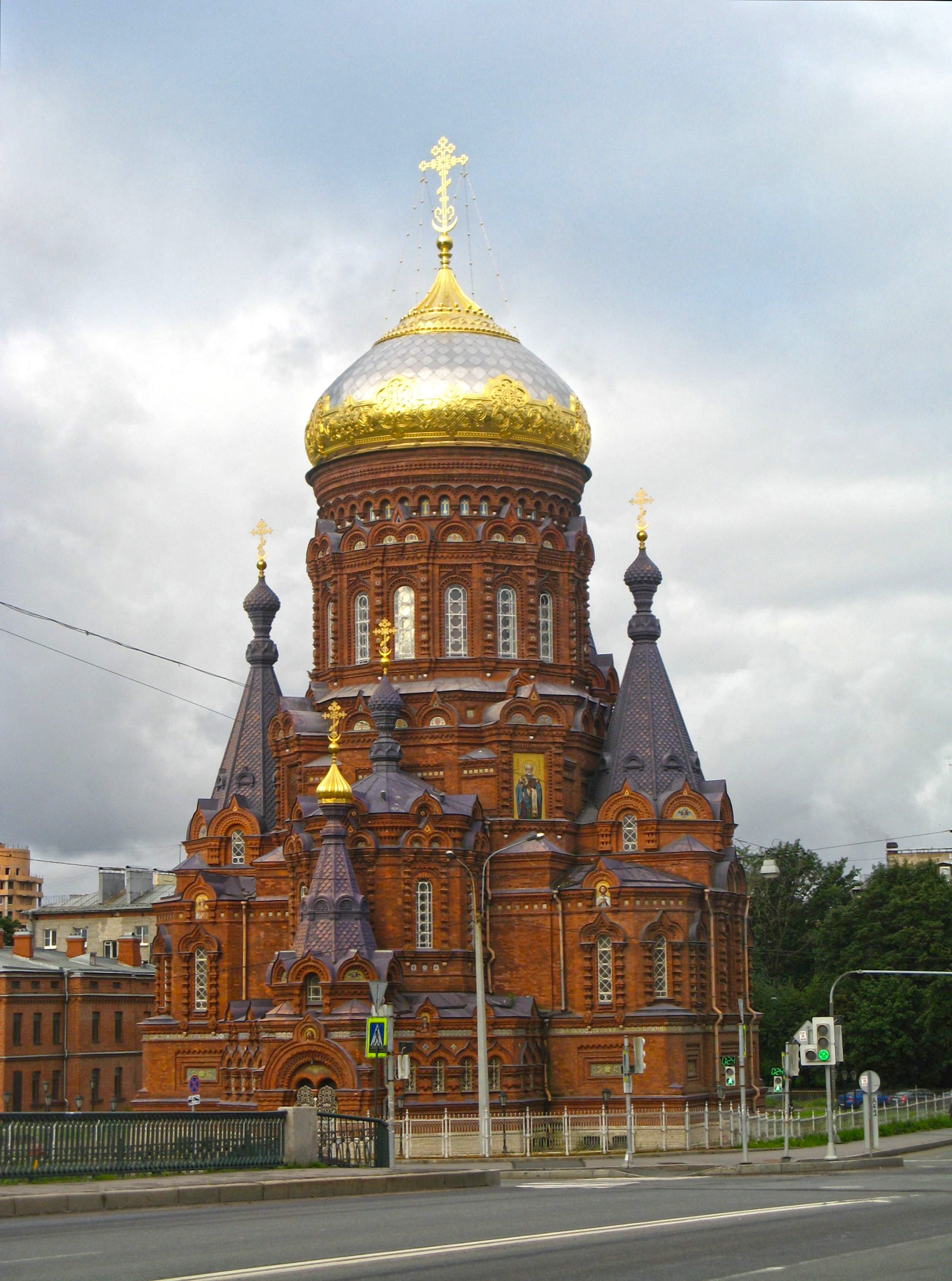
Vista de la iglesia de la Epifanía
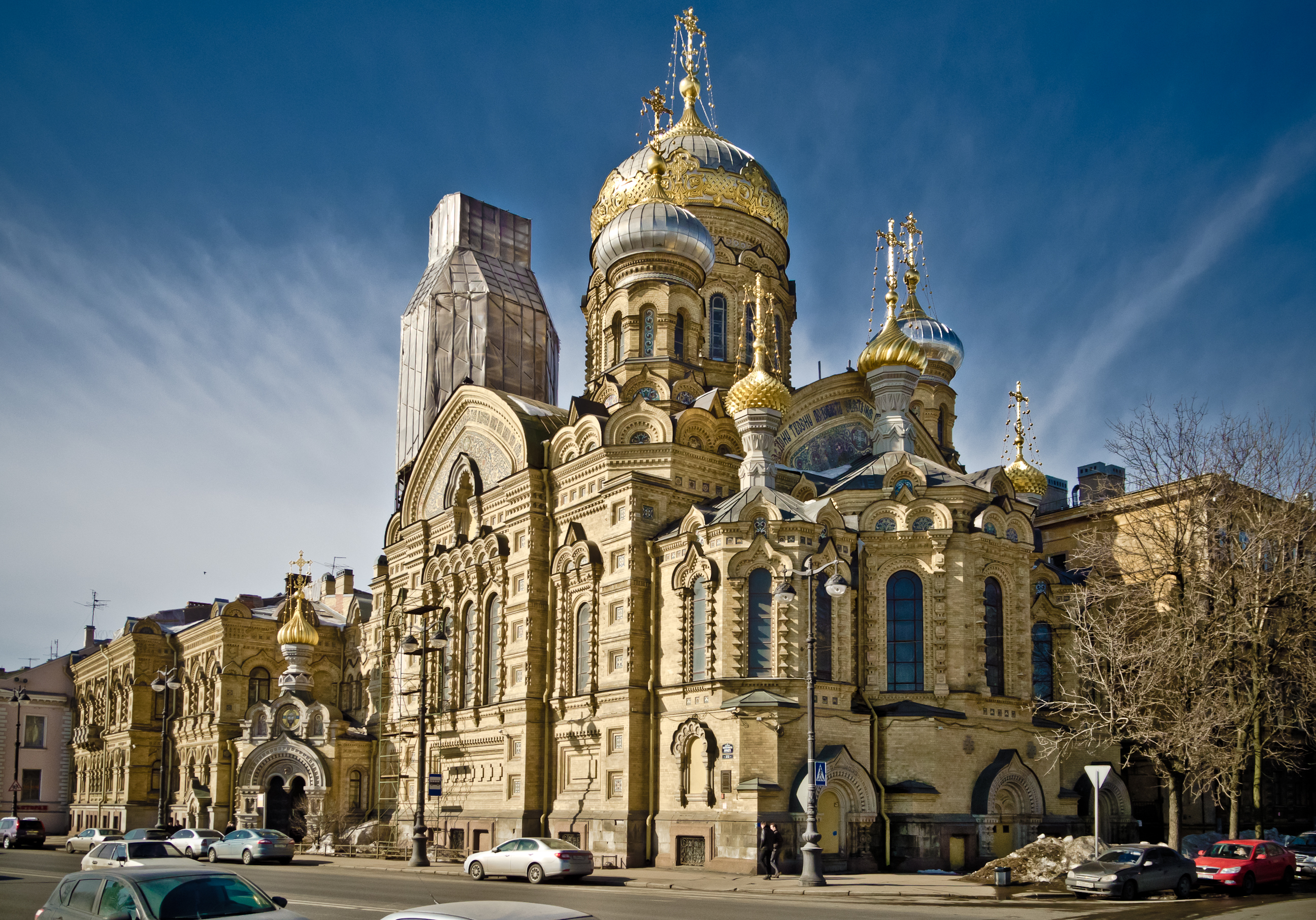
Iglesia de la Asunción
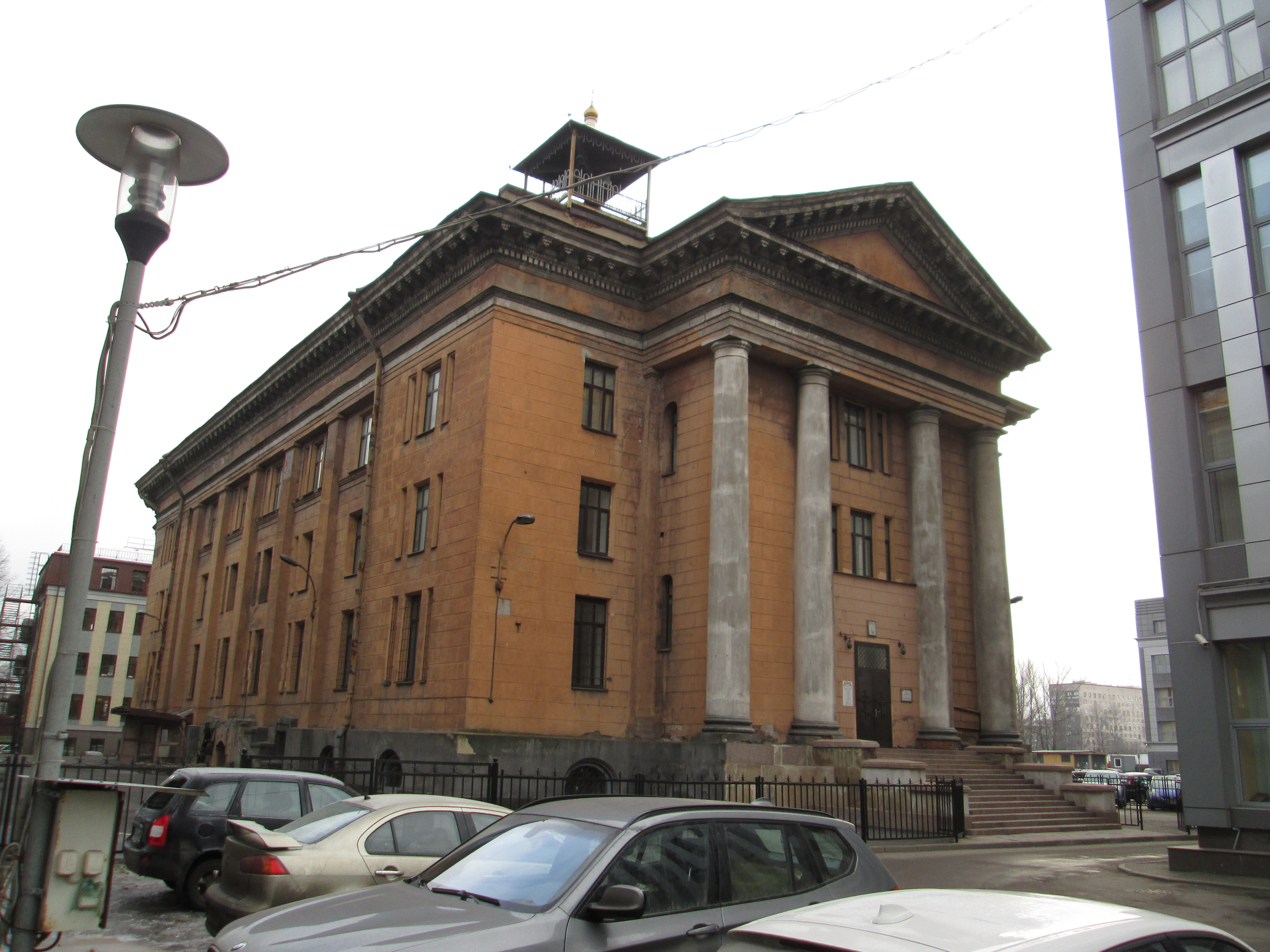
Iglesia de Putílov (1901-1906)

Obras fuera de San Petersburgo
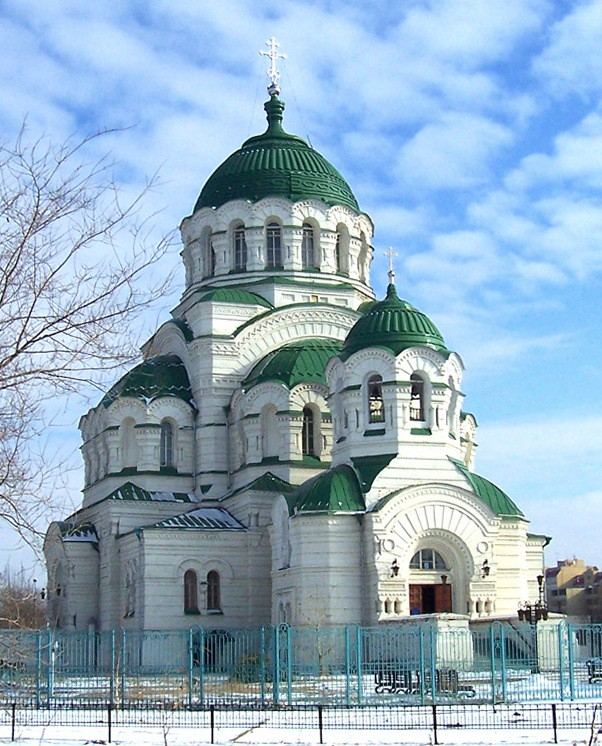
Catedral de San Vladimiro de Astracán
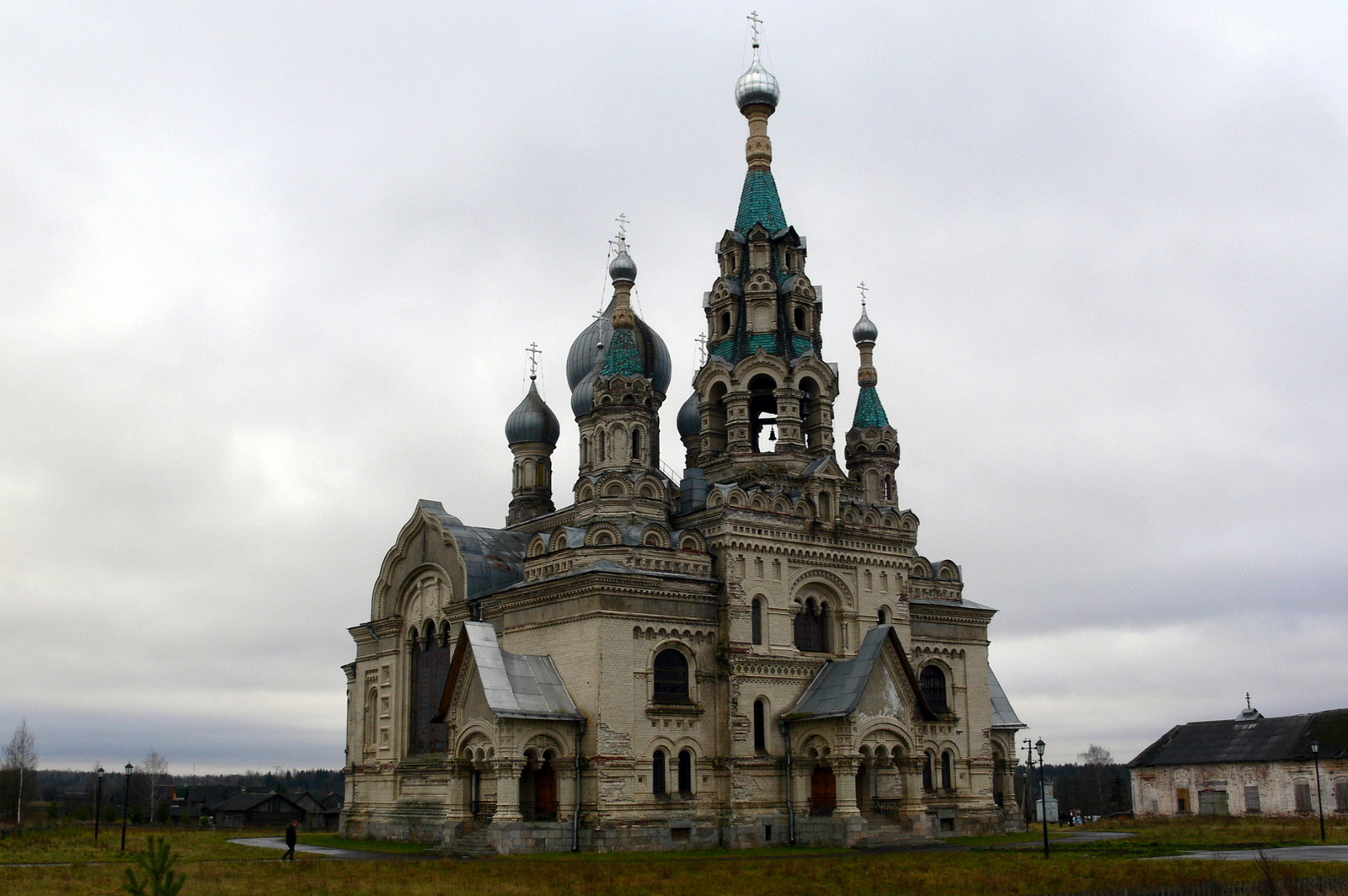
Iglesia de Mandylion en Kukobói en estilo neorruso (óblast de Yaroslavl)
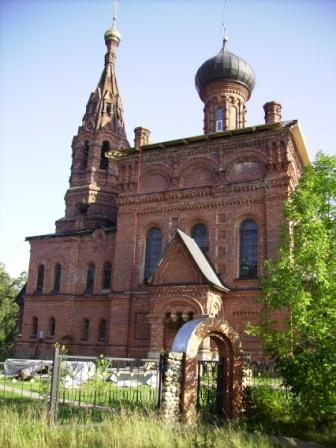
Iglesia de la Santísima Trinidad en Gorá Valdái (1899)
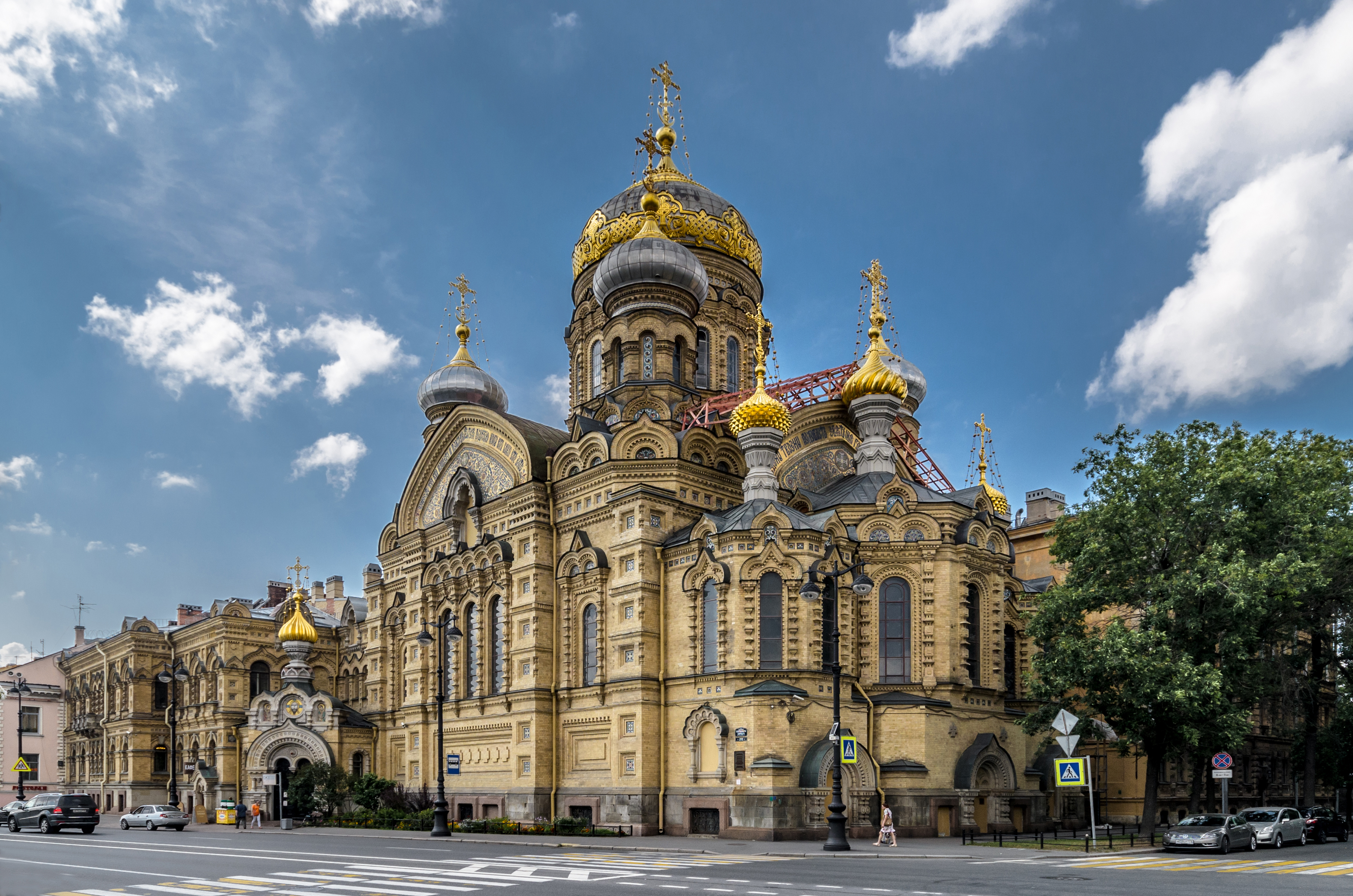
Iglesia de la Asunción en la isla Vasílievski (1895-1897)